# ファイアーハウス
ファイアーハウス（FireHouse）は、アメリカ・ノースカロライナ州出身のハードロックバンドである。1990年代を中心に活動し、日本、タイ、インド、マレーシア、フィリピン、インドネシア、シンガポールなど、アジア諸国での人気が根強い。また、南アメリカやヨーロッパでの人気も保持する。

## バイオグラフィー
1988年に結成され、1990年にデビューアルバム『ファイアーハウス』をリリース。「オール・シー・ロート」、「ドント・トリート・ミー・バッド」、「ラヴ・オブ・ア・ライフタイム」などの曲がヒットした。
1991年、アメリカン・ミュージック・アワードで"Best New Hard Rock/Metal Band"を受賞。
1992年、2ndアルバム『ホールド・ユア・ファイアー』をリリースし、「スリーピング・ウィズ・ユー」、「リーチ・フォー・ザ・スカイ」、「ホエン・アイ・ルック・イントゥ・ユア・アイズ」がヒットした。

## メンバー

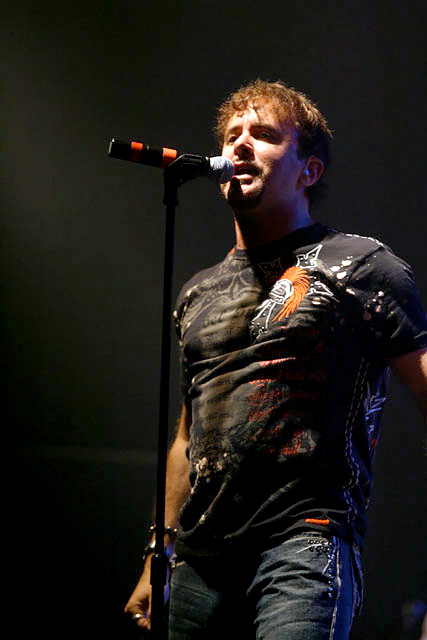
C.J.スネア

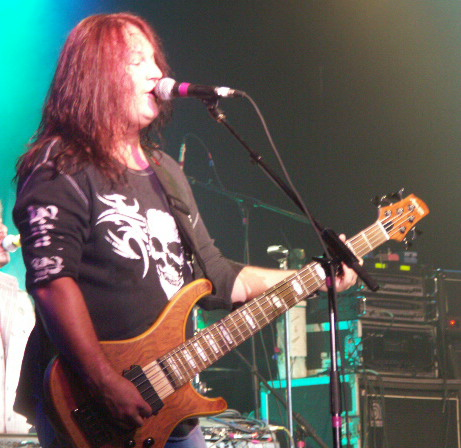
アレン・ マッケンジー

### ・ネイト・ペック（Nate Peck） リードボーカル（2024年～現在、2023年代役）
- ビル・レバティー (Bill Leverty) - ギター、コーラス (1984 - )
- マイケル・フォスター (Michael Foster) - ドラムス、コーラス (1984 - )
- アレン・ マッケンジー (Allen McKenzie) - ベース、コーラス (2003 - )

### 過去に在籍したメンバー
- CJスネア–（C. J. Snare） リードボーカル、キーボード（1987年～2024年、死去）

- サムエル・チェリー (Samuel Cherry) - ギター (1984 無名時代)
- チップ・タンストール (Chip Tunstall) - ヴォーカル (1984 - 1987 無名時代 ; 2016年死去)
- コスビー・エリス (Cosby Ellis) - ギター (1984 - 1989 無名時代)
- リチャード・スミス (Richard Smith) – ベース (1986 - 1988 無名時代)
- ペリー・リチャードソン (Perry Richardson) - ベース、コーラス (1989 - 2000)
- クレイ・キャンベル (Clay Campbell) - ギター(1995 - 1996)
- ブルース・ウェイベル (Bruce Waibel) - ベース、コーラス (2000 - 2003 ; 2003年死去)
- ダリオ・セイシャス (Dario Seixas) - ベース、コーラス (2003 - 2004)

## ディスコグラフィー

### アルバム
| 発売日         | タイトル                   | 英語タイトル   | 備考 |
| -------------- | -------------------------- | -------------- | ---- |
| 1990年08月21日 | ファイアーハウス           | FireHouse      |      |
| 1992年06月16日 | ホールド・ユア・ファイアー | Hold Your Fire |      |
| 1995年04月11日 | 3                          | 3              |      |
| 1996年10月08日 | グッド・アコースティックス | Good Acoustics |      |
| 1999年10月19日 | カテゴリ5                  | Category 5     |      |
| 2000年11月07日 | O2                         | O2             |      |
| 2003年08月12日 | プライム・タイム           | Prime Time     |      |
| 2011年06月07日 | フル・サークル             | Full Circle    |      |

### ベスト・アルバム
| 発売日         | タイトル                         | 英語タイトル                     | 備考                              |
| -------------- | -------------------------------- | -------------------------------- | --------------------------------- |
| 1998年         | The Best of FireHouse            | The Best of FireHouse            | CPK-1918 - Legacy Records (Korea) |
| 2000年02月15日 | Super Hits: The Best of FireHous | Super Hits: The Best of FireHous |                                   |
| 2010年05月28日 | The Very Best of FireHouse       | The Very Best of FireHouse       |                                   |

### ライブ・アルバム
| 発売日         | タイトル           | 英語タイトル       | 備考 |
| -------------- | ------------------ | ------------------ | ---- |
| 2000年12月19日 | Bring 'Em Out Live | Bring 'Em Out Live |      |

### シングル
| 発売日 | タイトル                                       | 英語タイトル               | 収録アルバム          |
| ------ | ---------------------------------------------- | -------------------------- | --------------------- |
| 1991年 | ドント・トリート・ミー・バッド                 | Don't Treat Me Bad         | FireHouse (1990)      |
| 1991年 | ラヴ・オブ・ア・ライフタイム                   | Love of a Lifetime         | FireHouse (1990)      |
| 1991年 | オール・シー・ロート                           | All She Wrote              | FireHouse (1990)      |
| 1992年 | リーチ・フォー・ザ・スカイ                     | Reach for the Sky          | Hold Your Fire (1992) |
| 1992年 | ウェン・アイ・ルック・イントゥー・ユア・アイズ | When I Look Into Your Eyes | Hold Your Fire (1992) |
| 1992年 | スリーピング・ウィズ・ユー                     | Sleeping with You          | Hold Your Fire (1992) |
| 1995年 | アイ・リヴ・マイ・ライフ・フォー・ユー         | I Live My Life for You     | 3 (1995)              |
| 1995年 | ヒァ・フォー・ユー                             | Here for You               | 3 (1995)              |

## 日本公演
- 2008年 ナイト・レンジャーとのジョイントツアー

4月19日,20日 赤坂ブリッツ、23日 愛知県勤労会館、24日 松下IMPホール
1999年4月23日 名古屋CLUB QUATTRO
1995年9月23日 渋谷公会堂